# Beth Littleford
Elizabeth Anna Halcyon Littleford (née le 17 juillet 1968 à Nashville, Tennessee aux États-Unis) est une actrice américaine. Elle est surtout connue pour son  rôle de Ellen Jennings dans #Doggyblog qu'elle interprète entre 2012 et 2015. Elle a aussi eu l'un des rôles principaux de Method et Red aux côtés de Method Man et Redman.

## Biographie
Beth Littleford, de son vrai prénom Elizabeth Anna Halcyon Littleford est née le 17 juillet 1968 à Nashville, Tennessee aux États-Unis. Elle est la fille de Jackie, professeur et de Philip O. Littleford, cardiologue et inventeur. Elle a grandi à Winter Park en Floride. Actuellement, elle vit à Los Angeles en Californie.

## Carrière
Littleford a été invitée dans de nombreuses séries télévisées entre 1990 et 2000 comme Spin City, À la Maison-Blanche, Les Griffin ainsi que Frasier. Elle a aussi été commentatrice de la chaîne de télévision musicale américaine. Elle eut l'un des rôles principaux dans la série télévisée américaine Method et Red aux côtés de Method Man et Redman. Elle a également joué le rôle de Sandra Tennyson, la mère de Ben Tennyson dans le téléfilm Ben 10 : Course contre la montre. Elle est aussi apparue dans plusieurs publicités. C'est en 2007 que Littleford a commencé à jouer dans les séries Disney quand elle commence à jouer dans Kim Possible ainsi qu'en jouant le rôle de Beth Campbell dans la série Disney XD I'm in the Band : Ma vie de rocker entre 2009 et 2010. Elle a aussi joué dans le Disney Original Movie Starstruck au côté de Danielle Campbell. Son rôle était le rôle de Barbara Olson. Il a aussi joué dans vingt épisodes de la série télévisée Hard Times en jouant le rôle de Suzanne Berger ainsi que dans la série Desperate Housewives en 2011 où elle a joué le rôle de Dana lors de deux épisodes. Elle joue actuellement le rôle de Ellen Jennings dans la série Disney Channel #Doggyblog de 2012 à 2015 où elle interprète le rôle principal.

## Vie privée
Depuis 1998, Beth Littleford est mariée avec le producteur et réalisateur Rob Fox. Ils ont eu un enfant qu'ils ont nommé Jackson Oliver Fox, né le 30 juillet 2005. Plus tard, le couple adopte une fille née le 23 mars 2012 qui s'appelle Halcyon "Hallie" Juna Fox.

## Filmographie

### Téléfilms
- 1999 : Pas facile d'être papa : Suzanne
- 1999 : The 24 Hour Woman : Lynn Shapiro
- 1999 : Mystery, Alaska : Janice Pettiboe
- 1999 : Picture This : Patty
- 2002 : Amours suspectes : Présentatrice TV
- 2003 : The Big Wide World of Carl Laemke : Laurie Laemke
- 2007 : Ben 10 : Course contre la montre : Sandra Tennyson
- 2008 : Drillbit Taylor, garde du corps : Barbara
- 2008 : Happy Campers : Lexy
- 2009 : Take 2 : Amy
- 2010 : Starstruck : Barbara Olson
- 2011 : Crazy, Stupid, Love : Claire Riley
- 2012 : Music High : Lucy Bates
- 2012 : Kidnap Part : Alison Slater
- 2013 : My Movie Project : Mme Cutler
- 2013 : It's Not You, It's Me : Sandy

### Courts-métrages
- 2005 : Saddam 17 : La réceptionniste
- 2009 : Veiled : Marie

### Séries télévisées
- 1998-2000 : Spin City : Deidre West
- 2001 : Boston Public : Marcia Fennel
- 2002 : À la Maison-Blanche : Leslie
- 2002 : Une famille presque parfaite : Kristy Duncan
- 2002 : Ce que j'aime chez toi : Susan
- 2002 : Le Monde merveilleux d'Andy Richter : Reggie Meadows
- 2002-2003 : Greetings from Tucson : Marna
- 2002-2003 : Life with Bonnie : Dr Casey
- 2003-2004 : One on One : Geraldine Murphy
- 2004 : Frasier : Une créationnisme
- 2004 : Method et Red : Nancy Blaford
- 2005 : Joey : Carla
- 2006 : La Vie avant tout
- 2006 : Rodney : Amy O'Brien
- 2006 : Love, Inc : Charlene
- 2006-2012 : Les Griffin : Jane Jetson
- 2007 : Kim Possible
- 2007 : FBI : Portés disparus : Diane Neese
- 2008 : Samantha qui ? : Audrey Rhodes
- 2008 : Ben 10: Alien Force : Sandra Tennyson
- 2009 : American Dad! : Une gardienne
- 2009-2010 : Leçons sur le mariage : Laura
- 2009-2011 : I'm in the Band : Ma vie de rocker : Beth Campbell
- 2010 : Les Experts : Mona
- 2010 : Ben 10: Ultimate Alien : Sandra Tennyson
- 2010 : Old Christine : Tony Kershaw
- 2010 : Neighbord from Hell : Divers rôles
- 2010 : Les Experts : Miami : Elena Manus
- 2010-2011 : Hard Times : Suzanne Berger
- 2010-2013 : The Cleveland Show : Fern Stapleton
- 2011 : Desperate Housewives : Dana
- 2011 : Phinéas et Ferb : Divers rôles
- 2012 : Melissa and Joey : Suzanne Haber
- 2012- 2015: #Doggyblog : Ellen Jennings
- 2012 : Mad : Tasha
- 2013 : The Mindy Project : Helen
- 2013-2014 : Ben 10: Omniverse : Sandra Tennyson
- 2017 : The Fosters : Agent immobilière (3 épisodes)
- 2020-2021 : Love, Victor : Sarah

## Voix françaises
- Annie Le Youdec dans Crazy, Stupid, Love
- Colette Sodoyez dans #Doggyblog (série télévisée)
- Patricia Piazza dans Drillbit Taylor, garde du corps
- Naïke Fauveau dans Spin City (série télévisée)
- Alexandra Garijo dans Ben 10 : Course contre la montre
- Claire Guyot dans I'm in the Band : Ma vie de rocker (série télévisée)
- Martine Irzenski dans Love, Victor (série télévisée)